# Komedija
Komedija (od lat. comoedia ← od grč. kōmōidía) je vrsta drame, odlikuje se veselim sadržajem, crta smiješne strane ljudskog života i ljudi, ismijava njihove nedostatke i mane. Komedija se, kao i tragedija, razvila u antičkoj Grčkoj. U početku je označavala pjesmu komosa, tj. grupe mladića koji su na otvorenim prostorima izvodili šale na račun svojih sugrađana. Cilj komedije je nasmijati čitatelje i gledatelje (kada se izvodi na pozornici).

## Tematika
Tematiku i likove uzima iz svakodnevnog života. Završava pobjedom razumnog principa u životu, tj. pobjeđuje razum, pravda i poštenje.

### Podjela prema temi
- Komediju karaktera koja ismijava mane pojedinca (škrtost, lažljivost...).Vrsta komedije koja kroz komične situacije podvrgava kritici i ismijavanju ljudske karakterne osobine: pohlepu, tvrdičluk, sebičnost, licemjerstvo, zavist, oholost i sl.,
- Komediju intrige koja se zasniva na nesporazumima. Vrsta komedije koja se bazira na razgranatim zapletima i naglim obrtima u dramskoj radnji, s bezazlenim i dobroćudnim posljedicama. Radnja se odvija kroz spletke, podmetanja, nesporazume, prerušavanja, zabune i sl. Karakteri su tipizirani. Primeri su Plautove komedije. Osnovna joj je svrha da razveseli i dobro zabavi,
- Društvenu komediju koja ismijava mane čitavog društva.

### Dojam
- komediju karaktera (komična situacija koja nastaje zbog karaktera koji su smiješni zbog neke svoje mane ili zbog pretjeranosti)
- komedija intrige (komični efekti koji su nastali na temelju zapleta koji je proizašao zbog nepažnje, nerazumijevanja ili nesporazuma)
- komedija situacije (komični efekt proizlazi iz neobičnih, nepredviđenih i neočekivanih situacija)
- komedija konverzacije (komične situacije mogu se uočiti u razgovorima, bilo da su oni duhoviti, bilo da postoji igra riječi ili se radi o zanimljivim i humorističnim dosjetkama)

## Vrste smijeha
Vrste smijeha u komediji s obzirom na pristup pisca predmetu ili osobi koju ismijava:
- humor je najblaži oblik smijeha, a karakterizira ga osjećaj simpatije (smijeh kroz suze),
- ironija (grč. eironeia; lat. ironia) je diskretna poruga, koja se sastoji u kazivanju riječi čije značenje je suprotno od onog što se zaista misli (kad se škrtici kaže da je rasipnik, namćoru da je veseljak, kukavici da je hrabar...). Ironija je prikriveni način podsmijeha i poruge; često se koristi u komediji, a pogotovo u satiri.
- satira je smijeh koji se upotrebljava u situacijama kada su negativne crte neke ličnosti toliko jake da uništavaju ljudskost u čovjeku, pa koristeći ovaj oblik smijeha autor u potpunosti negira lik koji ismijava.
- groteska (fr. grotesque, it. grottesco) je ekstremno neprirodno izražavanje. Karikaturalno fantastična i iskrivljena slika stvarnosti, koja izaziva komične reakcije, ali može i zastrašiti. Kazališni komad ili scenski prikaz koji preuveličava i karikira odnose i likove u dramskom zapletu do fantastike. Koristi se u svim oblicima scenskog izražavanja (drama, opera, balet). Redatelji i izvođači moraju imati istaknuti osjećaj mjere prilikom kreiranja groteske, inače vrlo lako mogu "skliznuti" u pretjerivanje i banalnost.

## Primjeri
Najpoznatiji su komediografi: Aristofan, Jean-Baptiste Poquelin Molière, Marin Držić, Plaut, Terencije.